# 赤身旗鱂
赤身旗鱂，為輻鰭魚綱鯉齒目鰕鱂亞目鰕鱂科的其中一種，為熱帶淡水魚，分布於非洲赤道幾內亞西南部淡水流域，體長可達2.8公分，棲息在底中層水域，生活習性不明。

## 擴展閱讀
維基物種上的相關：赤身旗鱂